# Game Center
Game Center è un social network per il gioco, sviluppato dalla Apple Inc..
Con esso è possibile invitare altre persone a giocare, iniziare una partita multigiocatore, tener traccia dei loro obiettivi e confrontare i punteggi più alti.
Proprio come nelle più conosciute reti sociali, si potevano stringere amicizie, aggiungere commenti e opinioni con i contatti e invitare gli amici a partite in multiplayer. Venne commercializzato l'8 settembre 2010, con rimozione della app di default con l'introduzione di iOS 10. Esso consentiva appunto, agli utenti di invitare amici a giocare a un gioco (compatibile con Game Center), avviare il gioco e giocare attraverso un dispositivo Apple. Era possibile monitorare i punti, vedere le richieste di amicizia e confrontare i punteggi in una classifica. Tuttavia, Game Center supportava solamente un numero massimo di 500 amici.
Game Center fu annunciato nel corso di un evento di iOS 4 ospitato da Apple l'8 aprile 2010. Una versione beta venne distribuita per gli sviluppatori registrati all'Apple Developer Program in agosto. Fu pubblicato l'8 settembre 2010 con iOS 4.1 su iPhone 4, iPhone 3GS e iPod touch di 2ª, 3ª e 4ª generazione ed è incluso in iOS 4.2 per iPad. Non fu possibile scaricare l'aggiornamento (e di conseguenza Game Center) per l'iPhone EDGE e per l'iPhone 3G. Ciò nonostante, Game Center fu disponibile per l'iPhone 3G attraverso il jailbreak.